# Могамбо
„Могамбо“ (на английски: Mogambo) е драма на режисьора Джон Форд, която излиза на екран през 1953 година.

## Сюжет
Професионалният ловец и авантюрист Виктор Марсуел помага на група туристи и антрополози да преодолеят безкрайните простори на саваната и непроходимите гъсталаци на черния континент. По време на една експедиция той среща Кели, танцьорка, която е много по-млада от него. Между тях започва връзка, която е прекъсната от пристигането в селището на семейство Нордли, които са пристигнали да изучават горилите и шимпанзетата. Любвеобилния Виктор решава да свали непристъпната Линда Нордли и това му се отдава. Тази авантюристична постъпка наранява Кели и води до неочаквана развръзка в този любовен триъгълник.

## В ролите
| Актьор         | Роля             |
| -------------- | ---------------- |
| Кларк Гейбъл   | Виктор Марсуел   |
| Ава Гарднър    | Елоиз Кели       |
| Грейс Кели     | Линда Нордли     |
| Доналд Синден  | Доналд Нордли    |
| Филип Стейнтън | Джон Браун-Прайс |
| Ерик Полман    | Леон Болчак      |
| Лорънс Нейсмит | Капитанът        |
| Денис О'Диа    | Отец Йозеф       |

## Награди и Номинации
- Награда „Златен глобус“ за най-добра поддържаща актриса - Грейс Кели
- Номинация за Оскар за най-добра женска роля - Ава Гарднър
- Номинация за Оскар за най-добра поддържаща женска роля - Грейс Кели
- Номинация за Награда на БАФТА за най-добър филм